# Габалинская радиолокационная станция
Габалинская радиолокационная станция («Габала-2», «Ляки-2», объект 754/«Стопор», узел «РО-7», ОРТУ № 428) — надгоризонтная РЛС дальнего обнаружения типа 5Н79 «Дарьял». В 1985—2012 годах являлась элементом советской и российской системы предупреждения о ракетном нападении (СПРН), контролировала воздушное пространство на южном направлении. Объект находится на севере Азербайджана, примерно в 11 км к юго-западу от города Габала, в 50 км от ближайшей железнодорожной станции Ляки.
Строительство велось с 1977 года, на боевое дежурство поставлена в 1985 году. Технический ресурс обеспечивал работоспособность РЛС до 2012 года, однако благодаря блочно-модульной конструкции была возможность заменять и модернизировать эти модули, не снимая станцию с боевого дежурства.

## Характеристики

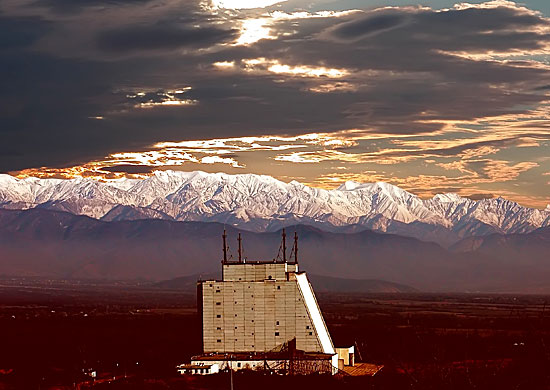
Передающая позиция

РЛС была спроектирована в виде двух разнесённых примерно на 1,2 км позиций — приёмного центра, имевшего АФАР размером 100x100 метров с размещёнными в ней почти 4000 крест-вибраторами, и передающего центра с АФАР размером 40×40 метров, заполненной 1260 передающими сменными модулями с выходной импульсной мощностью каждого 300 кВт. Работая в метровом диапазоне волн, станция обеспечивала обнаружение и одновременное сопровождение около 100 целей с ЭПР порядка 0,1 м² на дальности до 6000 км в секторе обзора 90° по азимуту. Этого было достаточно, чтобы засекать запуски ракет из акватории Индийского океана, при этом в поле зрения РЛС полностью попадала территория большинства стран Африки, Ближнего Востока и Юго-Восточной Азии, а также Пакистана, Индии, Китая и Австралии. В составе СПРН станция позволяла не только засекать запуски ракет, но и отслеживать их траекторию, что давало возможность наведения противоракет. С учётом технических параметров и благоприятного расположения, РЛС не имела равных себе в мире.
Станция занимала территорию 210 га (по данным 2011 года — 190 га) в южной части Главного Кавказского хребта, на высоте 680 м над уровнем моря. Энергопотребление в активном режиме составляло 50 МВт, в боевом режиме — до 350 МВт.

## История
Эскизный проект РЛС «Дарьял» был разработан в конце 1960-х — начале 1970-х годов коллективом специалистов РТИ АН СССР (главный конструктор — В. М. Иванцов). 18 января 1972 года вышло постановление о создании интегрированной системы предупреждения о ракетном нападении, одним из элементов которой должен был стать радиолокационный узел «РО-7» в районе города Куткашен (с 1991 года — Габала) Азербайджанской ССР. 14 апреля 1975 года вышло постановление о возведении на узле «РО-7» полномасштабной РЛС «Дарьял».
31 августа 1977 года был сформирован отдельный радиотехнический узел предупреждения о ракетном нападении — ОРТУ № 428 (войсковая часть № 30765). В 1984 году основные строительные работы были завершены (полностью — в 1987 году). Бесперебойным снабжением электроэнергией обеспечили не только РЛС, но и весь Куткашенский район, что наряду с прокладкой дорог способствовало его экономическому развитию. К концу 1984 года станция успешно прошла испытания, а 19 февраля 1985 года была принята на вооружение.
В 1991 году во время операции «Буря в пустыне» Габалинская РЛС зафиксировала все без исключения 302 пуска американских крылатых ракет с бомбардировщиков, кораблей и подводных лодок, а также 15 случаев невыхода ракет на траекторию и 30 случаев их поражения иракскими ПВО.
После получения Азербайджаном независимости российские военные долгое время использовали РЛС без какого-либо юридического оформления. Соглашение 2002 года установило статус объекта в качестве информационно-аналитического центра, являющегося собственностью Азербайджана и переданного России в аренду на десять лет (до 24 декабря 2012 года). Стоимость аренды составляла $7 млн в год (по другим данным — $7,5 млн), не включая оплату электроэнергии и коммунальных платежей (ещё примерно $15 млн). На поддержку инфраструктуры и материально-техническое обеспечение персонала Россия тратила в общей сложности около $50 млн в год, большую часть которых осваивало местное население. Деятельность станции обеспечивали от 1,1 до 2 тыс. российских военнослужащих, а также граждан Азербайджана, работавших по контракту.
7 июня 2007 года во время саммита «Большой восьмёрки» президент РФ Владимир Путин предложил президенту США Джорджу Бушу совместно использовать Габалинскую РЛС вместо размещения элементов американской ПРО в Польше и Чехии, в июле на заседании Совета Россия-НАТО российская делегация представила детали этого предложения. Генералам из Пентагона даже разрешили побывать на сверхсекретном объекте. Директор Агентства по противоракетной обороне США Патрик О’Райлли с энтузиазмом оценил перспективы совместного использования Габалинской РЛС, подчеркнув, что «это была бы очень эффективная система». Однако через некоторое время американцы деликатно заявили, что их технические и технологические стандарты не соответствуют стандартам, принятым в России.
К началу 2011 года на станции были проведены работы по продлению технического ресурса, началась модернизация элементов. Предполагалось увеличить дальность обнаружения в полтора раза. По словам командира ОРТУ Виктора Тимошенко, при определённых условиях и незначительных затратах РЛС была готова работать ещё 10—20 лет.
Однако 9 декабря 2012 года Россия приостановила эксплуатацию Габалинской РЛС ввиду того, что стороны не пришли к договорённости касательно арендной стоимости — Баку сначала хотел увеличить её до $15 млн, а затем и до $300 млн в год. В 2013 году вся аппаратура была демонтирована и вывезена в Россию, российские военнослужащие покинули гарнизон, и объект был передан Азербайджану. 6 июня того же года заступила на боевое дежурство станция нового поколения «Воронеж» под Армавиром, полностью заменившая габалинскую.
Ни одна из стран не выразила заинтересованности по поводу аренды объекта, и в 2014 году он был снят с баланса Вооружённых сил Азербайджана.

## Полемика
Вопрос о работе Габалинской РЛС неоднократно становился предметом внутриполитических дебатов, в том числе в парламенте Азербайджана.
По сообщению азербайджанской газеты «Зеркало», помимо 210 гектаров, которые занимала станция, около 30 гектаров превратились в свалку металлолома, ещё 400 гектаров леса было вырублено при прокладке высоковольтных линий для обслуживания станции, а в 1984 году при подаче мощности 300 МВт один гектар был полностью выжжен. В других источниках случаи воспламенения деревьев от излучения метрового диапазона не описаны; такие пожары не возникают при работе аналогичной РЛС в Печоре, а также сравнимой по мощности РЛС «Дон-2Н» в Подмосковье. Сергей Боев, генконструктор СПРН и бывший директор РТИ, назвал сообщения о пожарах слухами.
В той же статье утверждалось, что подземный уровень вод резко упал после того, как было пробурено 16 артезианских скважин для подачи воды в систему охлаждения электронного оборудования станции: каждый час её работы требует около 300—400 кубометров воды, после чего вода без всякой очистки сбрасывается в реку. Сергей Боев подтвердил большое водопотребление РЛС «Дарьял», но уточнил, что оно составляет не 400, а 150 кубометров.
Наконец, там же было заявлено, что для охлаждения оборудования станции используется 25 тонн фреона. Некоторые учёные полагают, что этот газ разрушает озоновый слой в 500—600 раз больше, чем другие. В связи с этим парламент Азербайджана создал специальную комиссию, результаты работы которой неизвестны. Других источников, подтверждающих применение фреона в РЛС типа «Дарьял», нет.